# Mandal (Noruega)
Mandal ( ? i  escolteu-ne la pronunciació en noruec) és un antic municipi situat al comtat de Vest-Agder, Noruega. Té 15.529 habitants (2016) i té una superfície de 222 km². El centre administratiu del municipi és el poble homònim. És la segona ciutat més gran de Vest-Agder després de Kristiansand, i la quarta ciutat més gran de Sørlandet. Mandal és la ciutat més austral de Noruega.
La ciutat és travessada pel riu Mandalselva, un riu ple de salmons que desemboca als afores de la ciutat. El centre històric de Mandal té moltes petites cases de fusta pintades de blanc, la qual cosa és típica a les ciutats de la costa sud de Noruega.

## Informació general

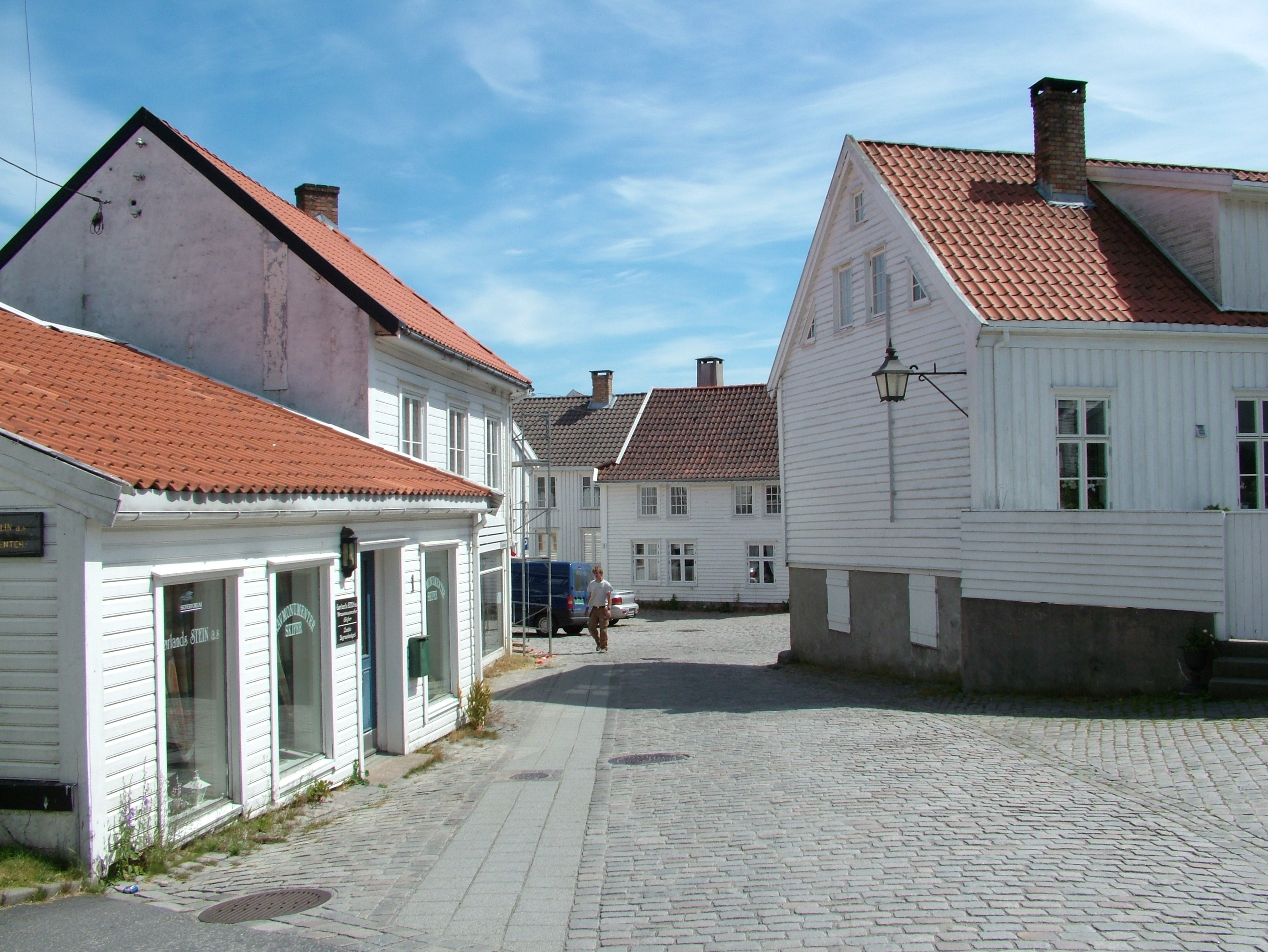
Centre històric de Mandal.

Mandal va ser establerta com a municipi l'1 de gener de 1838. Els municipis rurals de Halse og Harkmark i Holum es van fusionar amb Mandal l'1 de gener de 1964.

### Nom
En nòrdic antic Mandal era Marnardalr. El primer element és el genitiu del riu Mǫrn (ara Mandalselva) i l'últim element és dalr que significa "vall". L'antic nom de la ciutat (abans del 1653) era Vesterrisør. El nom es referia a l'illa de Risøya que estava prop de la ciutat i el primer element es va afegir al segle XVI per distingir-la de la ciutat d'Østerrisør.

### Escut d'armes
L'escut d'armes és recent. Se'ls va concedir el 2 de juliol de 1921. Mostra tres salmons que simbolitzen la importància de la pesca de salmó a Mandal que ha tingut un paper important en el desenvolupament de la ciutat.

## Història
Mandal va ser creat com a estació de càrrega de fusta l'any 1500, principalment als Països Baixos. Més tard, va ser un petit assentament. El 1862 es va construir una fàbrica de parafina amb un mètode de producció desenvolupat a Escòcia. El 1872, la fàbrica va haver de tancar per la competència estrangera. No obstant això, les bones relacions basades en què les principals famílies havien emigrat a Escòcia. La riba a Mandal es compon principalment de sorra, pel que va haver de ser portat al voltant de 1900, mesures contra l'erosió. L'església va ser elevada a la ciutat el 1921.
Durant la Segona Guerra Mundial es trobaven estacionats a l'àrea fins a 2.000 soldats, i els seus búnquers i trinxeres encara són visibles parcialment. El 1969 una tempesta va destruir un bosc dels afores de la ciutat; es van perdre 2.000 m³.

## Geografia

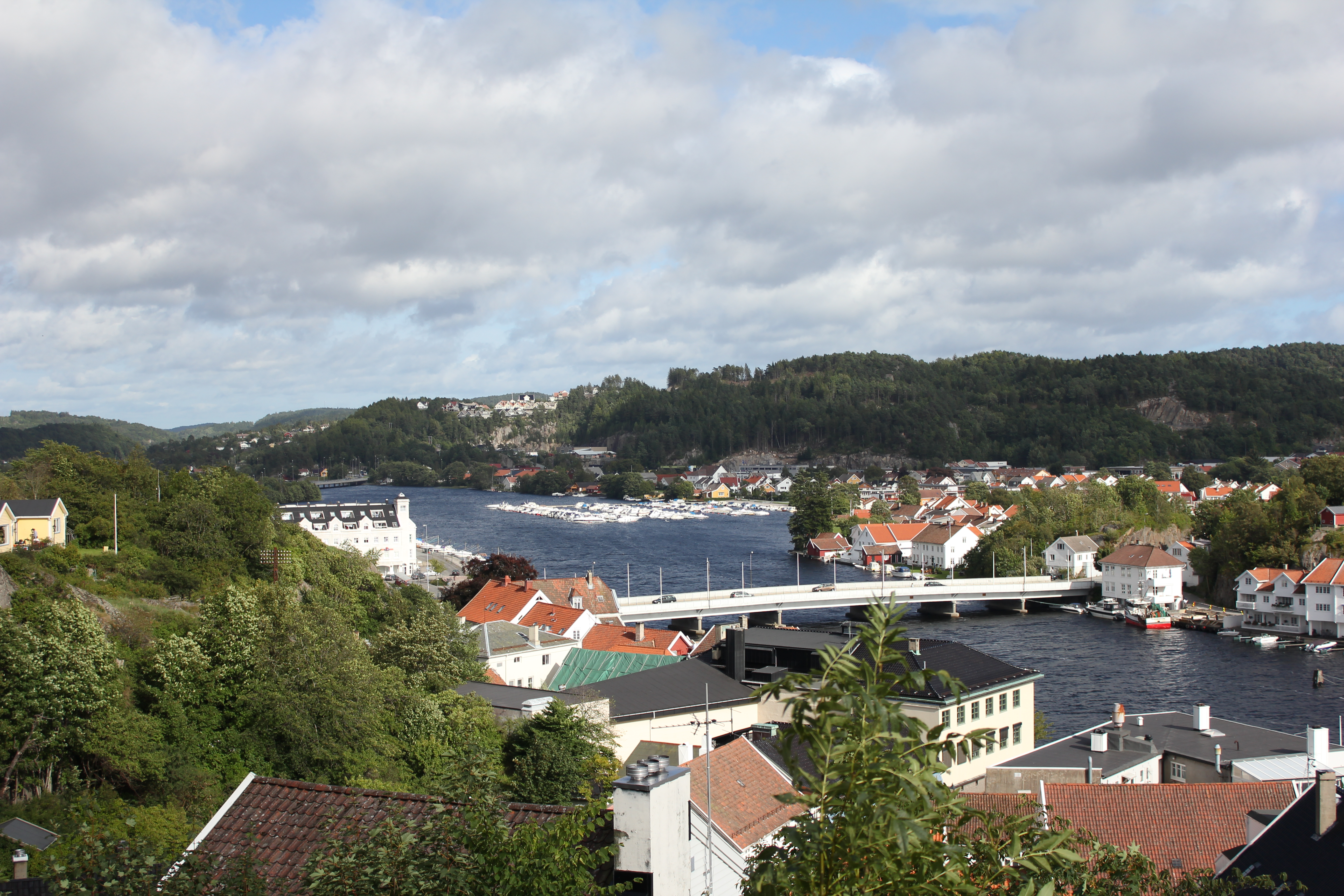
El pont de Mandal.

Mandal limita amb Lindesnes a l'oest i al nord-oest, amb Marnardal al nord, i amb Søgne a l'est. És la ciutat més meridional de Noruega i el cap Pysen (al sud de la ciutat) és el punt més meridional del país.
A més de la ciutat de Mandal, el municipi homònim inclou els llogarets de Bykjernen, Skjebstad, Sanum-Lundevik, Skogsfjord-Hesland, Holum, Harkmark, Skinsnes-Ime i de Tregde-Skjernoy.

### Clima
El clima de Mandal és molt suau comparat amb altres zones de Noruega, però força fred si el comparem amb zones meridionals d'Europa, com ara la Mediterrània. La temperatura mitjana a la ciutat és de 6.7 °C, la precipitació mitjana anual és de 1.534 mm, amb 153.5 dies de precipitació a l'any.
| Dades climàtiques a Mandal         | Dades climàtiques a Mandal | Dades climàtiques a Mandal | Dades climàtiques a Mandal | Dades climàtiques a Mandal | Dades climàtiques a Mandal | Dades climàtiques a Mandal | Dades climàtiques a Mandal | Dades climàtiques a Mandal | Dades climàtiques a Mandal | Dades climàtiques a Mandal | Dades climàtiques a Mandal | Dades climàtiques a Mandal | Dades climàtiques a Mandal |
| Mes                                | gen                        | febr                       | març                       | abr                        | maig                       | juny                       | jul                        | ag                         | set                        | oct                        | nov                        | des                        | anual                      |
| ---------------------------------- | -------------------------- | -------------------------- | -------------------------- | -------------------------- | -------------------------- | -------------------------- | -------------------------- | -------------------------- | -------------------------- | -------------------------- | -------------------------- | -------------------------- | -------------------------- |
| Màxima mitjana °C (°F)             | 1.3 (34.3)                 | 1.4 (34.5)                 | 3.5 (38.3)                 | 7.8 (46)                   | 12.9 (55.2)                | 16.9 (62.4)                | 18.1 (64.6)                | 17.5 (63.5)                | 13.9 (57)                  | 10.1 (50.2)                | 5.7 (42.3)                 | 3.0 (37.4)                 | 9.3 (48.7)                 |
| Mitjana diària °C (°F)             | −0.5 (31.1)                | −0.8 (30.6)                | 1.2 (34.2)                 | 4.6 (40.3)                 | 9.6 (49.3)                 | 13.4 (56.1)                | 14.8 (58.6)                | 14.4 (57.9)                | 11.2 (52.2)                | 8.0 (46.4)                 | 3.8 (38.8)                 | 1.1 (34)                   | 6.7 (44.1)                 |
| Mínima mitjana °C (°F)             | −2.6 (27.3)                | −2.9 (26.8)                | −1.0 (30.2)                | 1.8 (35.2)                 | 6.4 (43.5)                 | 9.9 (49.8)                 | 11.4 (52.5)                | 11.3 (52.3)                | 8.7 (47.7)                 | 5.9 (42.6)                 | 1.7 (35.1)                 | −1.0 (30.2)                | 4.1 (39.4)                 |
| Precipitació mitjana mm (polzades) | 152 (5.98)                 | 99 (3.9)                   | 111 (4.37)                 | 72 (2.83)                  | 92 (3.62)                  | 86 (3.39)                  | 98 (3.86)                  | 135 (5.31)                 | 166 (6.54)                 | 190 (7.48)                 | 187 (7.36)                 | 146 (5.75)                 | 1.534 (60,39)              |
| Mitjana de dies de pluja           | 16                         | 11                         | 13                         | 10                         | 10                         | 10                         | 12                         | 14                         | 16                         | 17                         | 17                         | 15                         | 153                        |
| Font: Weatherbase                  |                            |                            |                            |                            |                            |                            |                            |                            |                            |                            |                            |                            |                            |

## Turisme

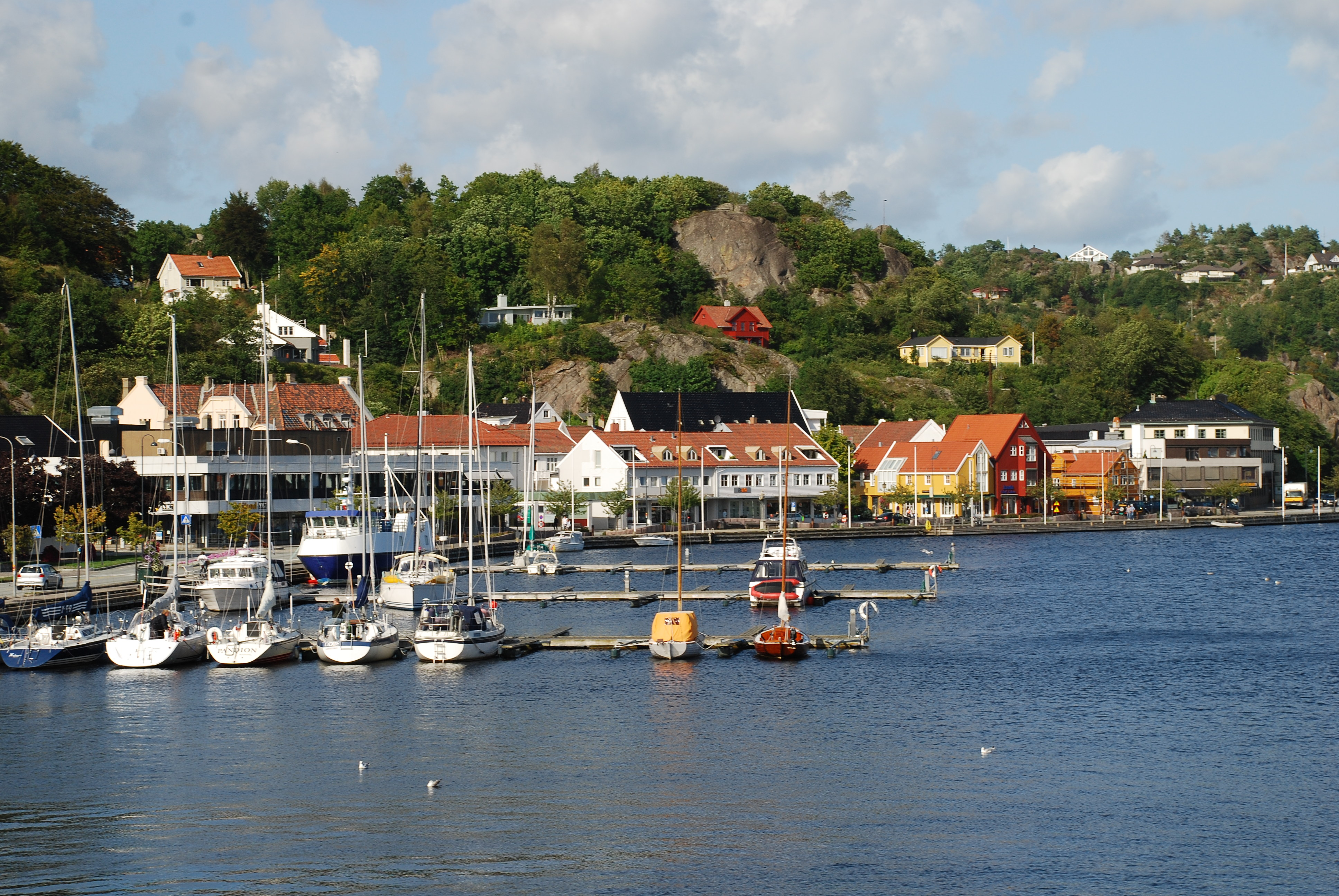
El port de Mandal.

Mandal és un centre turístic molt popular, en part gràcies al seu clima suau i refrescant. És famós per les seves llargues platges que s'estenen al voltant de la ciutat. Sjøsanden (El mar de la sorra) és la platja més famosa, ja que s'estén per gairebé un quilòmetre als afores del centre de la ciutat. Sovint es classifica com una de les platges més populars de Noruega.
El centre de la ciutat és conegut per la seva concentració de velles cases de fusta blanca, i el riu Mandalselva que el travessa. Un altre atractiu és l'església de la ciutat. És l'església de fusta més gran de Noruega, amb 1.800 seients i un púlpit de darrere de l'altar. La biblioteca, galeria d'art, cinema, sala de concerts i teatre es troben a la casa de cultura de la ciutat, Buen.

## Transports

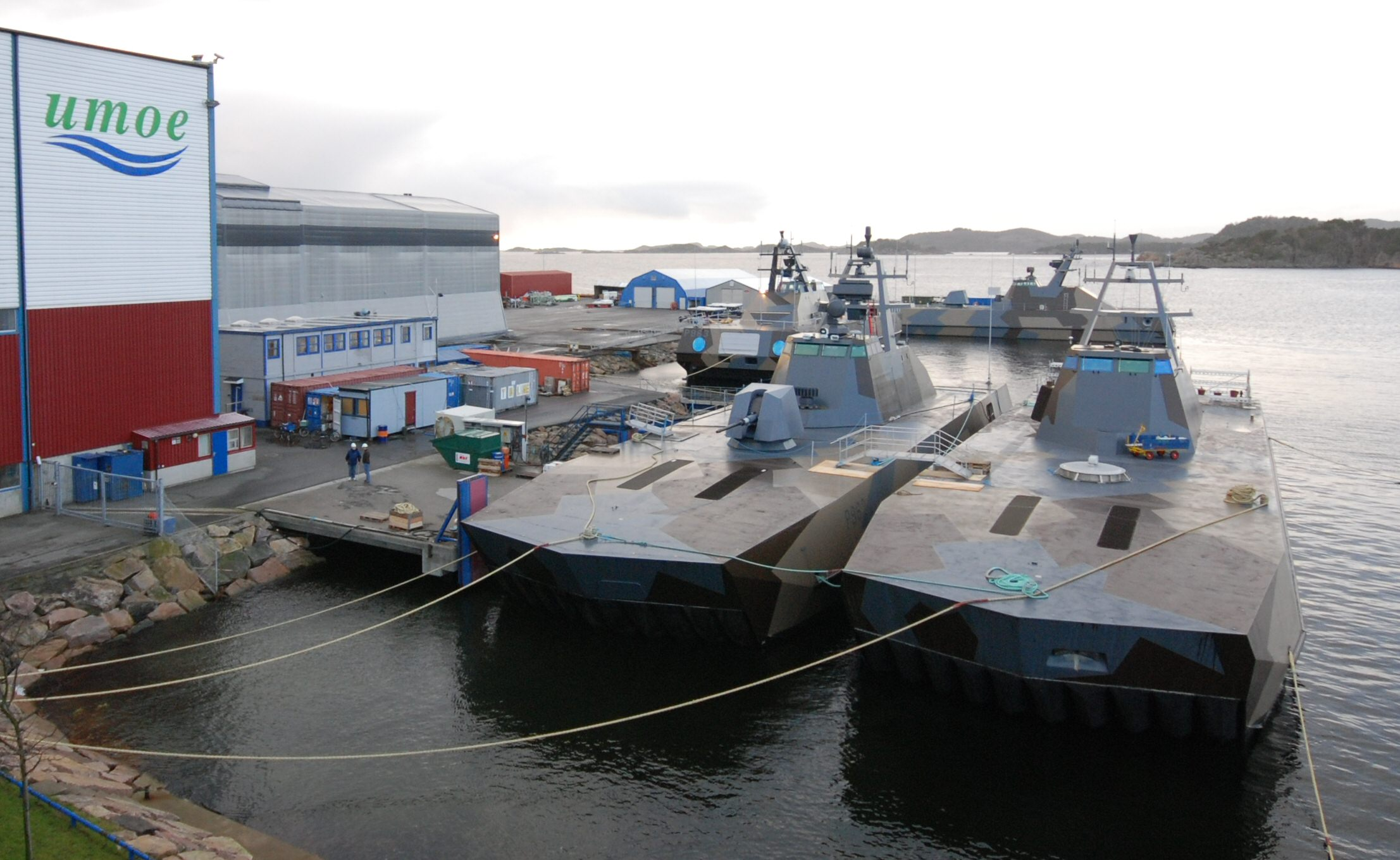
Vaixells de l'empresa de construcció naval Umoe Mandal.

Mandal és famós per la seva indústria de construcció naval i d'enginyeria. Hi havia molt comerç de velers, on s'utilitzaven al port natural de Kleven a Gismerøya. La ciutat proporciona grans vaixells de pesca a Noruega i a l'estranger, i entre les empreses fabricants les més importants són Westermoen Hydrofoil i Båtservice yard a Skogfjorden, l'últim Umoe Mandal.
D'altra banda, la indústria tèxtil ha estat substancial, amb diverses empreses de fabricació que tenien uns 2-300 empleats. Mandal és també famós pel seu festival anual Shellfish (literalment "Marisc"; Skalldyrfestivalen) el segon cap de setmana d'agost, quan moltes persones es reuneixen al centre per menjar marisc noruec.
L'E39 (anteriorment part de l'E18), que duu a Kristiansand i Stavanger, és la carretera principal que passa per Mandal. Hi ha vols de connexió i ferris cap a Kristiansand.

## Fills il·lustres
- Gustav Vigeland (1869-1943), escultor.
- Adolph Tidemand (1814-1876), pintor.

## Ciutats agermanades
Mandal manté una relació d'agermanament amb les següents localitats:
- Oskarshamn, Suècia[6]